# Brent Sutter
Brent Colin Sutter (Viking, 10 giugno 1962) è un allenatore di hockey su ghiaccio, dirigente sportivo ed ex hockeista su ghiaccio canadese.
Dopo essere stato selezionato dai New York Islanders nel 1980, Sutter disputò oltre 1.000 partite con le maglie degli Islanders e dei Chicago Blackhawks nel corso dei suoi 18 anni di carriera professionistica. Vinse per tre volte con i newyorkesi la Stanley Cup, mentre con la nazionale del Canada conquistò per tre volte la Canada Cup.
Appartiene alla famosa famiglia hockeistica dei Sutter. Tutti e cinque i fratelli, Brian, Darryl, Duane, Ron e Rich giocarono come lui in NHL. In carriera ha anche allenato il figlio Brandon ed il nipote Brett, entrambi poi passati nella NHL.

## Carriera

### Giocatore
Sutter giocò per i New York Islanders ed i Chicago Blackhawks, squadre della National Hockey League, raccogliendo in totale 829 punti (363 gol, 466 assist) in 1111 partite di stagione regolare e 74 punti (30 gol, 44 assist) in 144 apparizioni nei play-off.
In occasione del draft del 1980 Sutter fu selezionato dagli Islanders in 17ª posizione assoluta, dopo aver militato con i Lethbridge Broncos in WHL. La sua esperienza con gli Islanders durò dal 1981 al 1991, anni nei quali Sutter ebbe la possibilità di vincere tre finali consecutive di Stanley Cup nelle sue prime stagioni da professionista. Dopo il ritiro di Denis Potvin, avvenuto nella stagione 1988–89, Brent fu nominato capitano degli Islanders.
Nel 1991 Sutter fu ceduto ai Chicago Blackhawks con Brad Lauer in cambio di Adam Creighton e Steve Thomas. Trascorse gli ultimi sette anni di carriera in NHL a Chicago. Durante parte della permanenza con gli 'Hawks Brent fu allenato dal fratello maggiore Darryl. Brent fu l'ultimo giocatore in attività della NHL appartenente al ciclo vincente degli Islanders di inizio anni 1980. Nel corso della stagione 1991–92 i Blackhawks raggiunsero la finale della Stanley Cup, persa tuttavia contro i Pittsburgh Penguins.

### Allenatore
Sutter ricoprì fra il 2004 ed il 2006 il ruolo di commissario tecnico della squadra canadese U-20, conquistando per due anni consecutivi la medaglia d'oro ai mondiali di categoria nel 2005 e nel 2006. Concluse entrambe le competizioni imbattuto, diventando il primo allenatore a conquistare due medaglie d'oro consecutive per il Canada. Sutter rifiutò l'offerta fatta da Hockey Canada di estensione del contratto fino al 2007.
Nel corso delle otto partite della Super Series del 2007 contro i pari età della Russia, Sutter estese il suo record di imbattibilità, totalizzando 19 vittorie ed un pareggio in 20 gare. In precedenza Sutter ricoprì l'incarico per sette stagioni di allenatore e di general manager dei Red Deer Rebels, squadra giovanile appartenente alla WHL.
Sutter lasciò entrambi gli incarichi che ricopriva nei Rebels il 12 luglio 2007, accettando la proposta di diventare allenatore dei New Jersey Devils. Il giorno successivo fu ufficializzato il suo ingaggio da parte dei Devils. Nella stagione 2007-08 Sutter concluse la sua prima stagione coi Devils con 46 vittorie e la qualificazione ai play-off. Nella stagione successiva Sutter concluse un'altra stagione positiva stabilendo il nuovo record di franchigia di 51 vittorie, aggiudicandosi inoltre il titolo della Atlantic Division. Dopo l'uscita al primo turno dei playoff contro i Carolina Hurricanes, il 9 giugno 2009 Sutter rassegnò le proprie dimissioni citando motivi familiari.
Solo due settimane dopo Sutter fu ingaggiato come nuovo allenatore dei Calgary Flames dal general manager nonché fratello Darryl. Tale decisione causò la reazione negativa da parte dei sostenitori e della dirigenza dei Devils. Il proprietario Jeff Vanderbeek criticò apertamente la decisione di Sutter di dimettersi per poi accettare un'altra proposta. Il 12 aprile 2012, dopo aver fallito la qualificazione ai playoff, Sutter rescinse consensualmente il suo contratto con i Calgary Flames in scadenza nel mese di giugno. Lo stesso giorno fu nominato allenatore della nazionale canadese in vista del Campionato mondiale del 2012.

## Palmarès

### Giocatore

#### Club
- Stanley Cup: 3

NY Islanders: 1980-1981, 1981-1982, 1982-1983

#### Nazionale
- Canada Cup: 3

1984, 1987, 1991

#### Individuale
- NHL All-Star Game: 1

1985

### Allenatore

#### Club
- Memorial Cup: 1

Red Deer: 2001

#### Nazionale
- Campionato mondiale di hockey su ghiaccio Under-20: 2

Stati Uniti 2005, Canada 2006